# Hexeen

1-hexeen, een van de isomeren van hexeen, met twee systemen voor de aanduiding van de koolstofatomen in het molecuul

Hexeen is een koolwaterstof die behoort tot de alkenen, met als brutoformule C6H12. Er zijn verschillende isomeren van hexeen, omdat de dubbele binding op verschillende plaatsen kan zitten, en er ook vertakte varianten mogelijk zijn. Veel gebruikt is 1-hexeen. Een vertakt isomeer is 3,3-dimethyl-1-buteen (ook wel neohexeen genoemd).
Etheen · Propeen · Buteen · Penteen · Hexeen · Hepteen · Octeen · Noneen · Deceen